# Первомайское (Ремонтненский район)
Первомайское — село в Ремонтненском районе Ростовской области.
Административный центр и единственный населённый пункт Первомайского сельского поселения.

## Название
Первоначально село называлось станица Крестовая. Согласно одной из версий название села отражает его расположение вблизи балки Кереста, которая расходилась крестообразно. Также можно предположить, что название Крестовая является буквальным переводом калмыцкого названия реки Кереста (калм. Кирстә — крестовая; совм. п. от калм. Кирс — крест). Современное название присвоено в 1949 году.

## Физико-географическая характеристика
Село расположено на юго-востоке Ремотненского района, в пределах Сальско-Манычской гряды, являющейся западным субширотным продолжением Ергенинской возвышенности, в балке Почтарская, относящейся к бассейну реки Кираста. Средняя высота над уровнем моря — 148 м. В пределах села имеется пруд.
По автомобильной дороге расстояние до административного центра Ростовской области города Ростов-на-Дону составляет 410 км, до ближайшего города Элисты (Республика Калмыкия) — 81 км, до районного центра села Ремонтное — 29 км. Ближайший населённый пункт хутор Садовое расположен в 13 км к югу от Первомайского. К посёлку имеется асфальтированный подъезд от региональной автодороги Зимовники — Ремонтное — Элиста (21 км).
Согласно классификации климатов Кёппена-Гейгера посёлок находится в зоне влажного континентального климата с жарким летом и умеренно холодной зимой (индекс Dfa). Среднегодовая температура — 9,2 °C, количество осадков — 361 мм

### Уличная сеть
| - ул. Богданова, - ул. Кирова, - ул. Ленина, - ул. Майская, | - ул. Октябрьская, - ул. Патерикина, - ул. Первомайская, - ул. Садовая, | - ул. Северная, - ул. Южная, - пер. Советский. |

## История
Возникновение села Крестовое связано с политикой заселения калмыцких степей и привлечения к оседлому образу жизни местного населения. Правительственная инструкция 1846 года предписывала основывать селения по трактам, проходившим через Калмыцкую степь. Предполагалось устроить 28 селений из русских крестьян и калмыков по 50 дворов каждое, с отводом крестьянам и калмыкам-простолюдинам по 30 дес. на душу м. п., нойонам по 1500 дес., зайсангам аймачным по 400 дес., безаймачным по 200 дес. на семейство. Опыт привлечения калмыков к оседлости был неудачным. В результате было принято решение активно привлекать русское население. Непосредственно заселение станицы Крестовой началось в начале лета 1848 года. Когда сюда прибыли первые переселенцы. Заселение проходило в основном из южных областей России: Воронежской, Курской, а также малороссийских, где в прошлом проживали запорожские казаки, — Екатеринославской и Полтавской областей.
Крестовое вскоре стало волостным центром. Здесь сходились два тракта — Воровской, соединяющий восточные и западные окраины степи, то есть от города Астрахани и до Крестового, и пролегающий через селение Царицынско — Ставропольский. Крестовская волость в 1877 году она включала в себя крестьянские общества сёл Кормовое, Приютное, Ремонтное, Киши, Шандаста, Элиста, Улан-Эрге, Булгун — Сала.
В 1921 году село вошло в состав образованного в составе Калмыцкой автономной области Ремонтненского уезда. Впоследствии вместе с уездом (районом) село передавалось Сальскому округу Северо-Кавказского края (в 1925 году), с 1937 года Ростовской области.
Согласно Всесоюзной переписи 1926 года в селе Кресты Крестовского сельсовета проживало 3994 жителя, 3807 из них составляли украинцы
Первая школа в Крестовом появилась в конце 50-х годов XIX века. Это было трёхклассное учебное заведение, где в одной комнате сидели и обучались дети 1-3 классов. После революции 1917 года в селе было уже три школы: вышеупомянутая, церковно-приходская и четырёхклассная начальная школа, здание которой было построено в конце XIX века. В 1936 году в селе была открыта семилетка, а в 1957 году состоялся первый выпуск средней школы.
В 1938 году в Крестовом была организована МТС.
В 1950 году произошло укрупнение колхоза. На базе трёх ранее существовавших в Крестовом хозяйств было создано одно — колхоз имени Ворошилова. С 1958 года он носит имя — колхоз «Первомайский»

## Население
Динамика численности населения
| 1859 | 1897 | 1900 | 1905 | 1914 | 1926 |
| ---- | ---- | ---- | ---- | ---- | ---- |
| 923  | 2947 | 3095 | 3672 | 3926 | 3994 |

В конце 1980-х годов в селе проживало около 2300 человек.
| 2010  | 2012  | 2013  | 2014  | 2015  | 2016  | 2017  |
| ----- | ----- | ----- | ----- | ----- | ----- | ----- |
| 1900  | ↘1860 | ↘1859 | ↘1834 | ↗1856 | ↘1801 | ↗1809 |
| 2018  | 2019  | 2020  | 2021  |       |       |       |
| ↘1783 | ↗1806 | →1806 | ↘1804 |       |       |       |

### Известные люди
- Запариванный, Степан Михеевич (1904—1988) — Герой Социалистического Труда.

## Социальная инфраструктура
В селе имеется несколько магазинов, дом культуры, библиотека, почтовое отделение. Медицинское обслуживание жителей села обеспечивают вречебная амбулатория и Ремонтненская центральная районная больница. В селе действуют средняя общеобразовательная школа и детский сад
Село электрифицировано и газифицировано, в селе имеется система централизованного водоснабжения. Однако система централизованного водоотведения отсутствует. Водоотведение обеспечивается за счёт использования выгребных ям.

## Интересные факты
В Ростовской области есть ещё одно «Первомайское», 10 посёлков с названием «Первомайский», 1 — «Первомайка» и 1 — «Первое Мая».